# Copparo
Copparo (emilián nyelven Cupàr) település Olaszországban, Emilia-Romagna régióban, Ferrara megyében. Lakosainak száma 15 673 fő (2023. január 1.). Copparo Riva del Po, Ferrara, Tresignana és Jolanda di Savoia községekkel határos.

## Népesség
A település lakossága az elmúlt években az alábbi módon változott:
| Lakosok száma | 16 428 | 16 294 | 15 673 |
|               | 2017   | 2018   | 2023   |